# Ivan Mažuranić
Ivan Mažuranić, magyarosan: Mazsuranics Iván (Novi Vinodolski, 1814. augusztus 11. – Zágráb, 1890. augusztus 4.) horvát költő és államférfi.

## Életútja
Szegény földműves szülők gyermeke. Gimnáziumi tanulmányait Fiuméban, a filozófiát pedig Szombathelyen végezte, ahol magyarul is megtanult. Ezután 1836-tól a zágrábi akadémián elvégezte a jogot és 1840-ben letette az ügyvédi vizsgát. 1841 és 1848 között Károlyvárosban árvákatyja, majd mint ügyvéd működött.
1848-ban horvát országgyülési képviselő lett. Kora ifjúságában már hivatást érzett magában a költészet iránt és a Horvátországban akkoriban fölébredt nemzetiségi, délszláv és illír irányú mozgalmak az ő költészetét is megihlették. A híres és hírhedt Ljudevit Gaj, az illirista agitátor, a maga körébe vonta őt. 1848-ban egy röpiratot írt: Hrvati magjarom (A horvátok a magyaroknak) címmel, melyben a horvátok politikai törekvése és követelései mellett lándzsát törve, elmés apológiát írt a szabadság, egyenlőség és testvériség mellett.
Ezentúl a politika foglalta el egész szellemét. A Slavjanski jug (Szláv délvidék) című politikai lapban számos, szónoki hévvel és államférfiúi fölfogással írott politikai cikke jelent meg. 1850-ben főállamügyésznek hívták meg Zágrábba, e hivatalát 1860 decemberéig viselte, amikor a horvát udvari dikasztérium elnökévé és 1861-ben horvát udvari kancellárrá nevezték ki. Ezen méltóságot 1865. november 1-ig viselte, amikor az új fordulat őt is leszorította az államszolgálat teréről. Nyugdíjba vonult, de folyvást tevékeny részt vett a horvát országgyűlésen; mint a nemzeti párt tagja és a középpárt egyik fejét az országgyűlés elnökévé választották. Mint az országos küldöttség tagja és horvát részről elnöke, élénk részt vett az országgyűlési munkálatokban.
1873-ban Horvát-, Szlavón- és Dalmátországok bánjává nevezték ki és 1880. február 21-ig viselte ezt a tisztséget. Élete utolsó éveiben visszavonultan élt és csillagászattal foglalkozott.

## Munkássága
Mažuranić nem sokat írt, egy pár kisebb költeményen kivül mindössze csak egy eposzt, de ez az egy hősköltemény a horvát irodalom legkiválóbb remekműve. Címe: Smrt Smail-age Cengijića (Szmail-aga Csengics halála, megjelent először 1844-ben, később még többször; magyarra Margalits Ede fordította). E költemény, melyet már több idegen nyelvre lefordítottak, egymaga elégséges arra, hogy szerzőjének nemcsak a horvát, hanem a világirodalomban is halhatatlan helyet biztosítson. Ivan Gundulić (Shakespeare kortársa) Osmanja című 20 énekre terjedő eposzának kiegészítésével (a hiányzó 14. és 15. ének megírásával) maradandó emléket vívott ki magának.
A Gáj által szerkesztett Narodne Novine (Nemzeti Hírlap) melléklapjában, a Danicában (Hajnalcsillag) adta ki 1835-ben Primorac Danici (A tengerpartvidéki a Danicanak) című ódáját és 1838-39-ben hazafias költéményeinek ciklusát: Vjekovi illirije (Illíria századai); a Slavjanski jug (Szláv délvidék) című lapba 1848-ban több politikai cikket írt.

## Művei
- Njemačko-ilirski slovar / Deutsch-illirisches Wörterbuch (Német-illír szótár, 1842, Uzarevics J.-vel együtt
- Smrt Smail-age Čengića (Szmail-aga Csengics halála, eposz, Zágráb, 1844)
- Hervati Magjarom (A horvátok a magyaroknak. Felelet az 1848. márciusi és áprilisi magyar hirdetményekre. Röpirat, Zágráb, 1848)
- Pjesme (versek, kiadta Vladimir Mažuranić. Zagráb, 1895)
- Mazsuranics Iván: Csengics Szmail aga halála. Költői elbeszélés; ford. Margalics Ede; Franklin, Bp., 1896 (Olcsó könyvtár)
- Izabrani politički spisi (Válogatott politikai írások, kiadta Dragutin Pavličević. Zágráb, 1999)